# Ida Maria
Ida Maria Børli Sivertsen, född 13 juli 1984 i Nesna kommun, är en norsk rocksångerska och låtskrivare, känd under sitt förnamn Ida Maria.
Sivertsen upptäcktes via sin hemsida på webbplatsen Urørt där hon hade lagt upp egen musik och där hon vann en tävling där priset var att åka på en sponsrad turné. I februari 2008 tilldelades hon Statoil/Hydros talangstipendium på 800 000 norska kronor.
På våren 2008 släpptes Ida Marias debutalbum Fortress Round My Heart, producerad av Timo Räisänen och inspelad i London. Under våren 2008 har hon även turnerat i Storbritannien.

## Bakgrund
Sivertsen är uppvuxen i Nesna i Nordland i norra Norge. Hon är sedan 2008 bosatt i Stockholm.

## Diskografi

### Album
- 2008 – Fortress Round My Heart
- 2010 – Katla
- 2013 – Love Conquers All
- 2016 – Scandalize My Name

### Singlar
- 2007 – "Oh My God"
- 2007 – "Drive Away My Heart"
- 2008 – "Stella"
- 2008 – "Queen of the World"
- 2008 – "I Like You So Much Better When You're Naked"
- 2009 – "Oh My God" (nyutgåva)
- 2010 – "Bad Karma"
- 2011 – "Cherry Red"
- 2013 – "69"
- 2014 – "Boogie With the Devil's Soul"
- 2016 – "Scandalize My Name"
- 2016 – "I'm Gonna Tell God All Of My Troubles"
- 2017 – "You"
- 2017 – "Fy faen"
- 2018 – "Scandilove"

## Fotnoter
1. ↑  Alarmprisen er historie, Stavanger Aftenblad (på norska), läs online.[källa från Wikidata]
2. 1 2  Sara Ringström. "Hela världen kan lyssna på min musik", Aftonbladet 24 september 2007, s. 18-19
3. ↑  Kofstad, Hege (24 februari 2008). ”Ida Maria vant 800.000 kroner”. ABCNyheter. Arkiverad från originalet den 10 mars 2008. https://web.archive.org/web/20080310091410/http://www.abcnyheter.no/node/61591. Läst 13 augusti 2008.
4. 1 2  Lina Clausson. "Ida Maria har något på gång", Göteborgs-Posten 20 januari 2008